# Сеньор-Робаду (станция метро)
«Сеньо́р-Роба́ду» (порт. Senhor Roubado) — станция Лиссабонского метрополитена. Находится в северной части города, на границе с Одивелашем. Расположена на  Жёлтой линии (Линии Подсолнечника) между станциями «Одивелаш» и «Амейшуэйра». Открыта 27 марта 2004 года. Название дословно переводится с португальского как «Украденный Господь», что связано с историей похищений христианских реликвий в Одивелаше в XVII веке.

## Описание
Станция является одной из трёх, не находящихся под землёй (две другие — Одивелаш и Кампу-Гранди). Имеет береговые платформы длиной 105 метров. Располагается на эстакаде. Станция имеет два выхода: к автобусному вокзалу и к перехватывающей парковке.
Архитертурные решения, использованные при строительстве данной станции уникальны для Лиссабонского метрополитена. Фасад и крыша станции оформлены стеклянными станциями, что позволяет проникать свету на пассажирские платформы.
Художник Жозе Педру Крофт использовал для оформления стен и торцов керамическую плитку с изображением разноцветных точек на белом фоне.

## Галерея

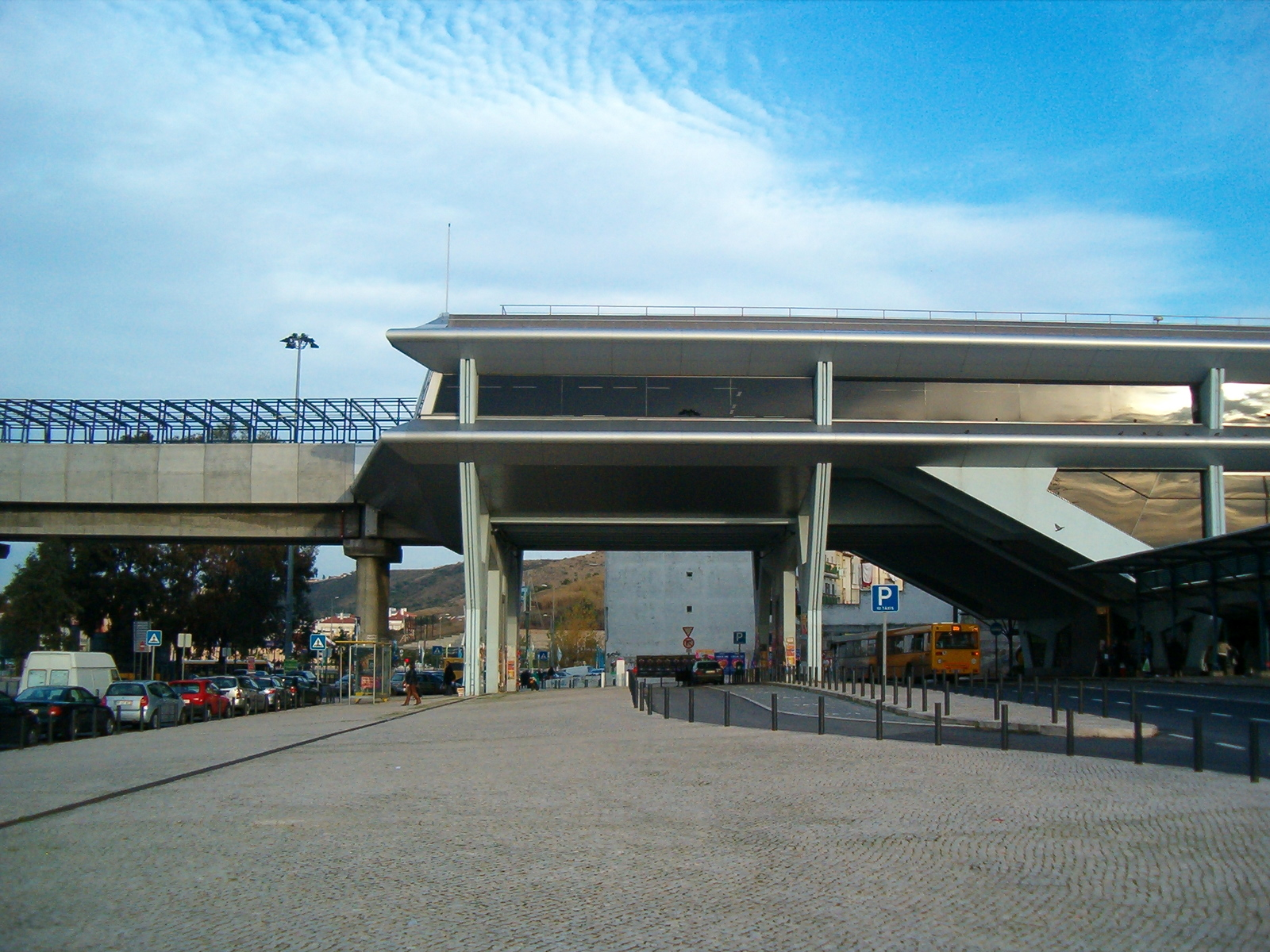
Вид станции с улицы
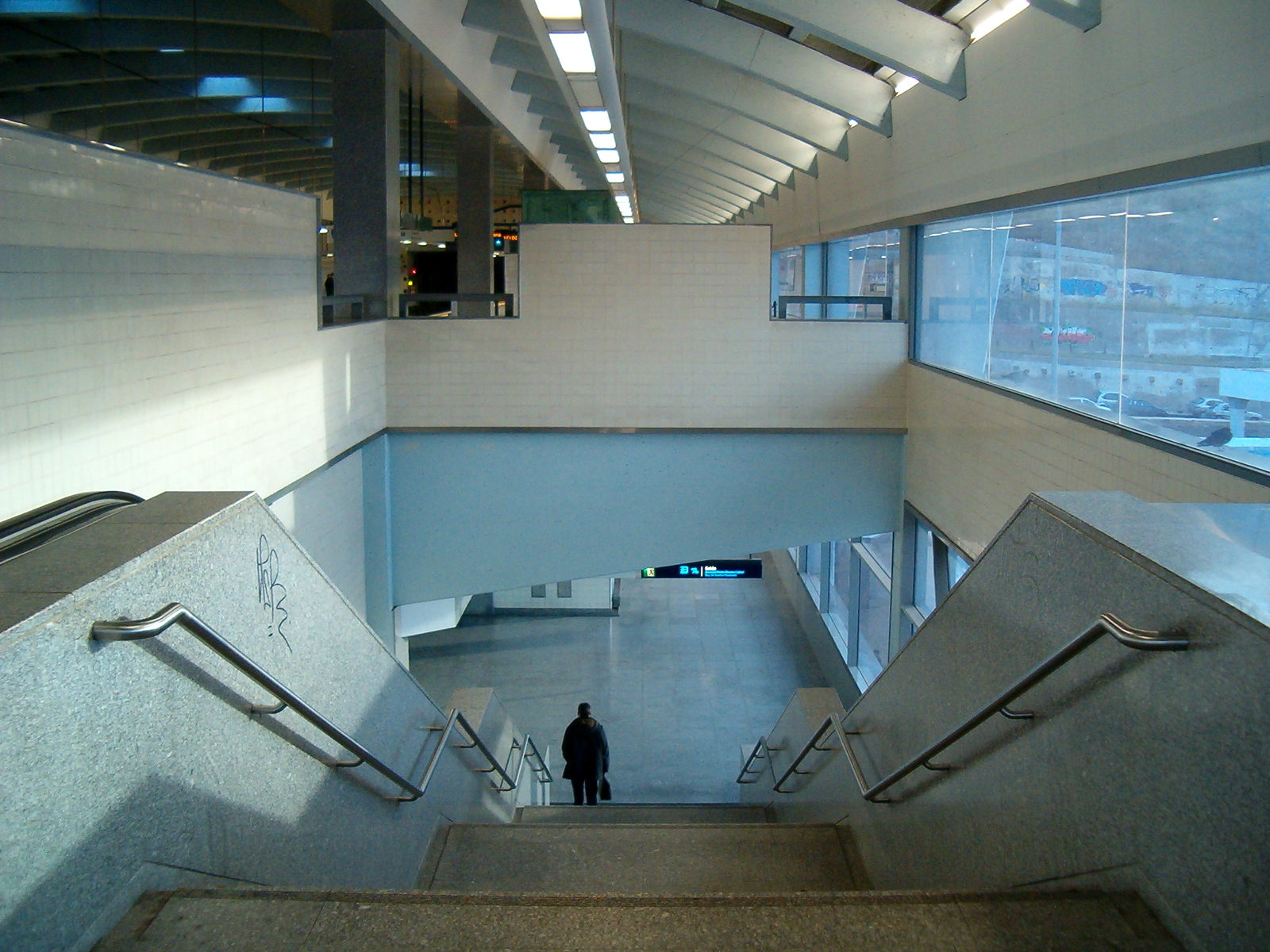
Спуск с платформы
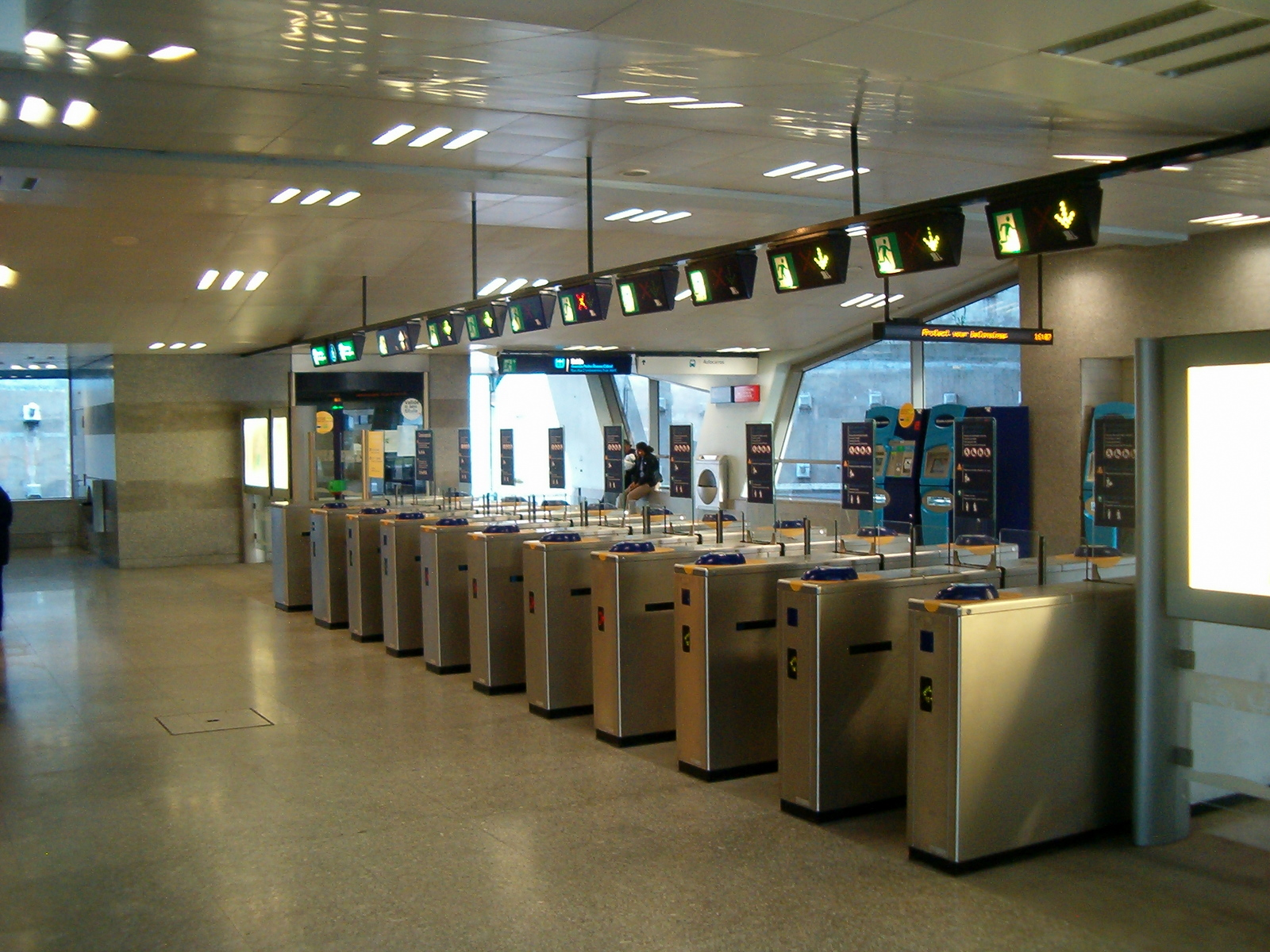
Пропускные турникеты
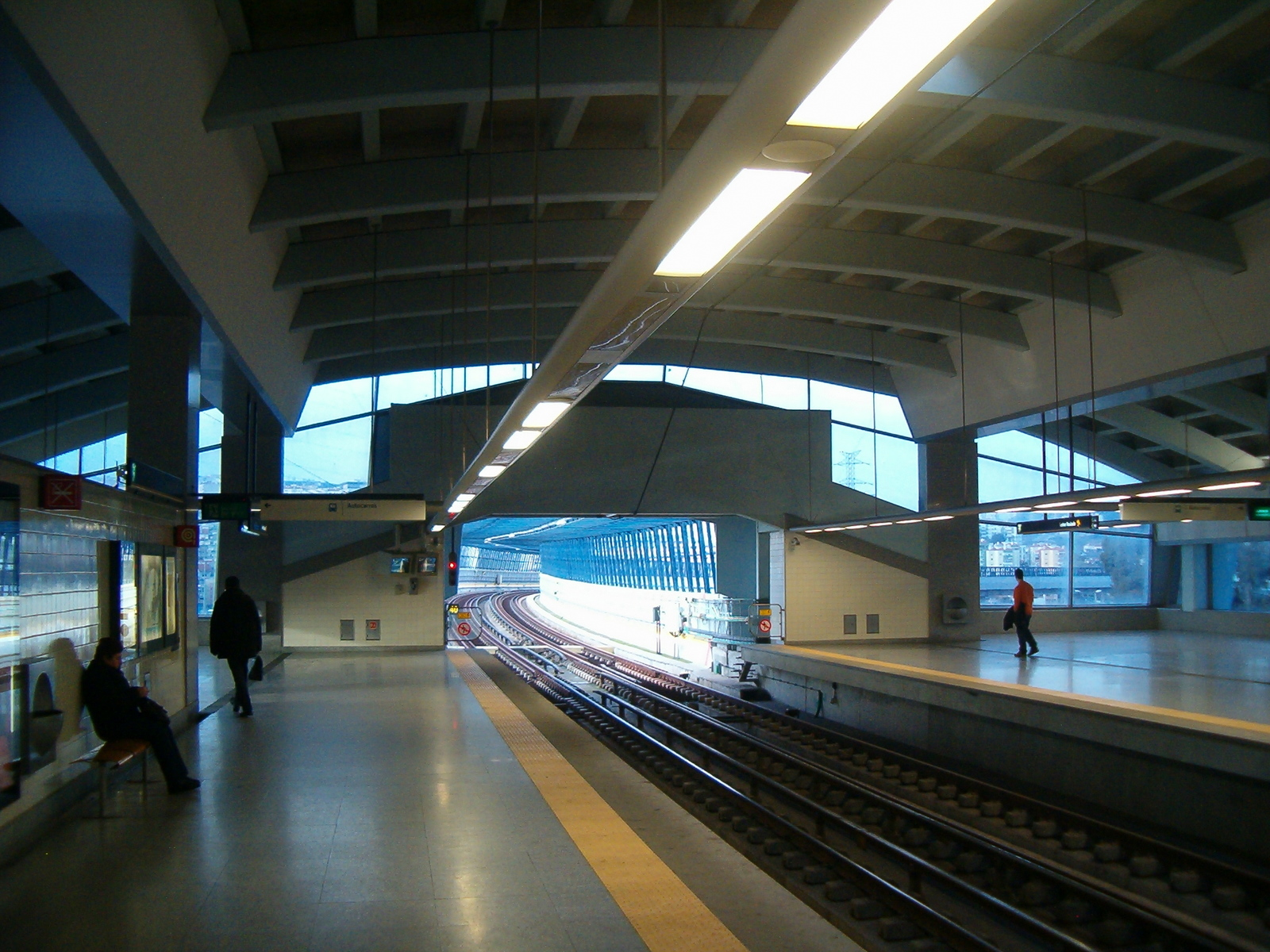
Главный зал и посадочные платформы
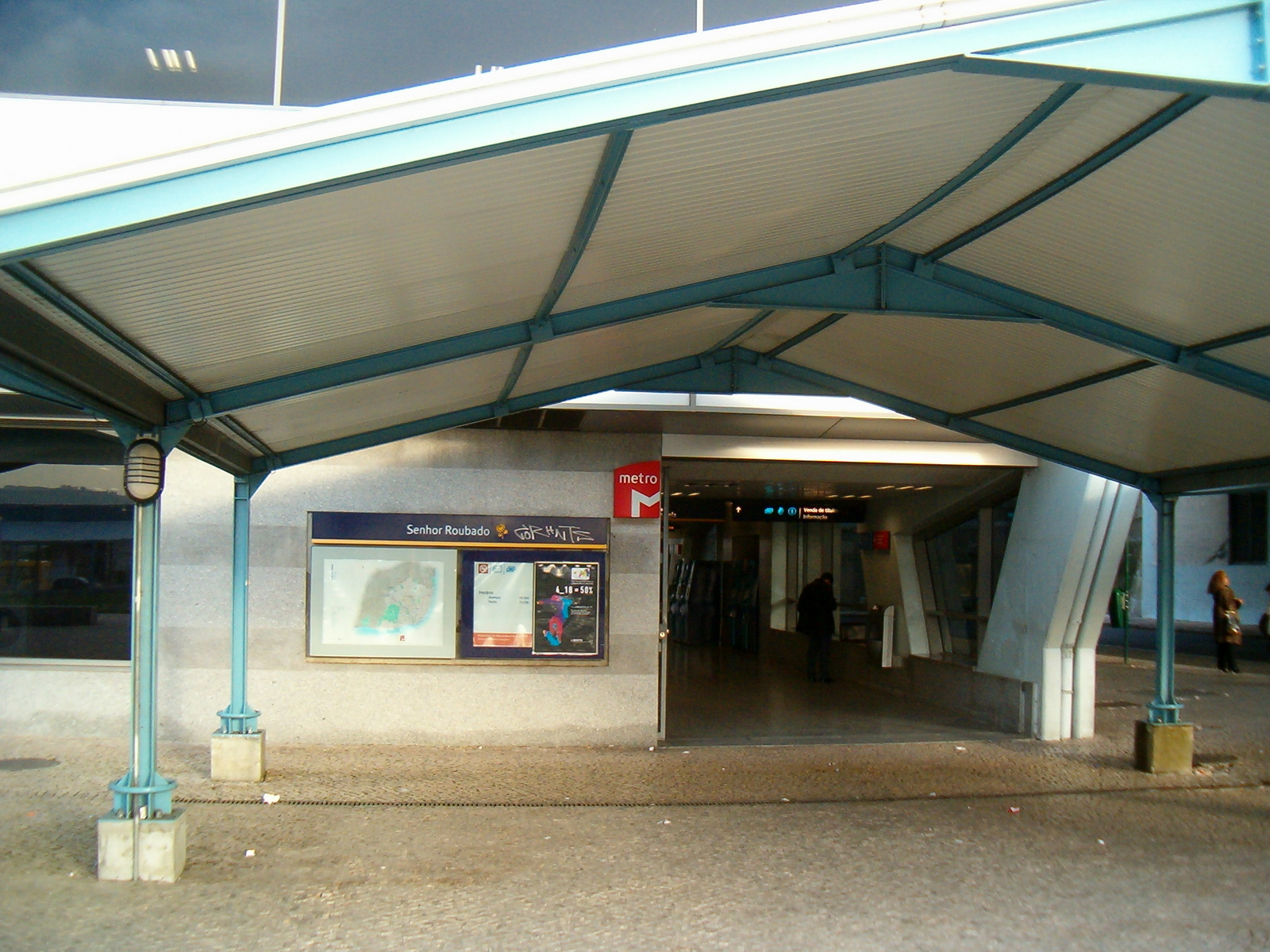
Вход на станцию